# Proacidalia otaniana
Proacidalia otaniana är en fjärilsart som beskrevs av Matsumura 1928. Proacidalia otaniana ingår i släktet Proacidalia och familjen praktfjärilar. Inga underarter finns listade i Catalogue of Life.